# Stavba

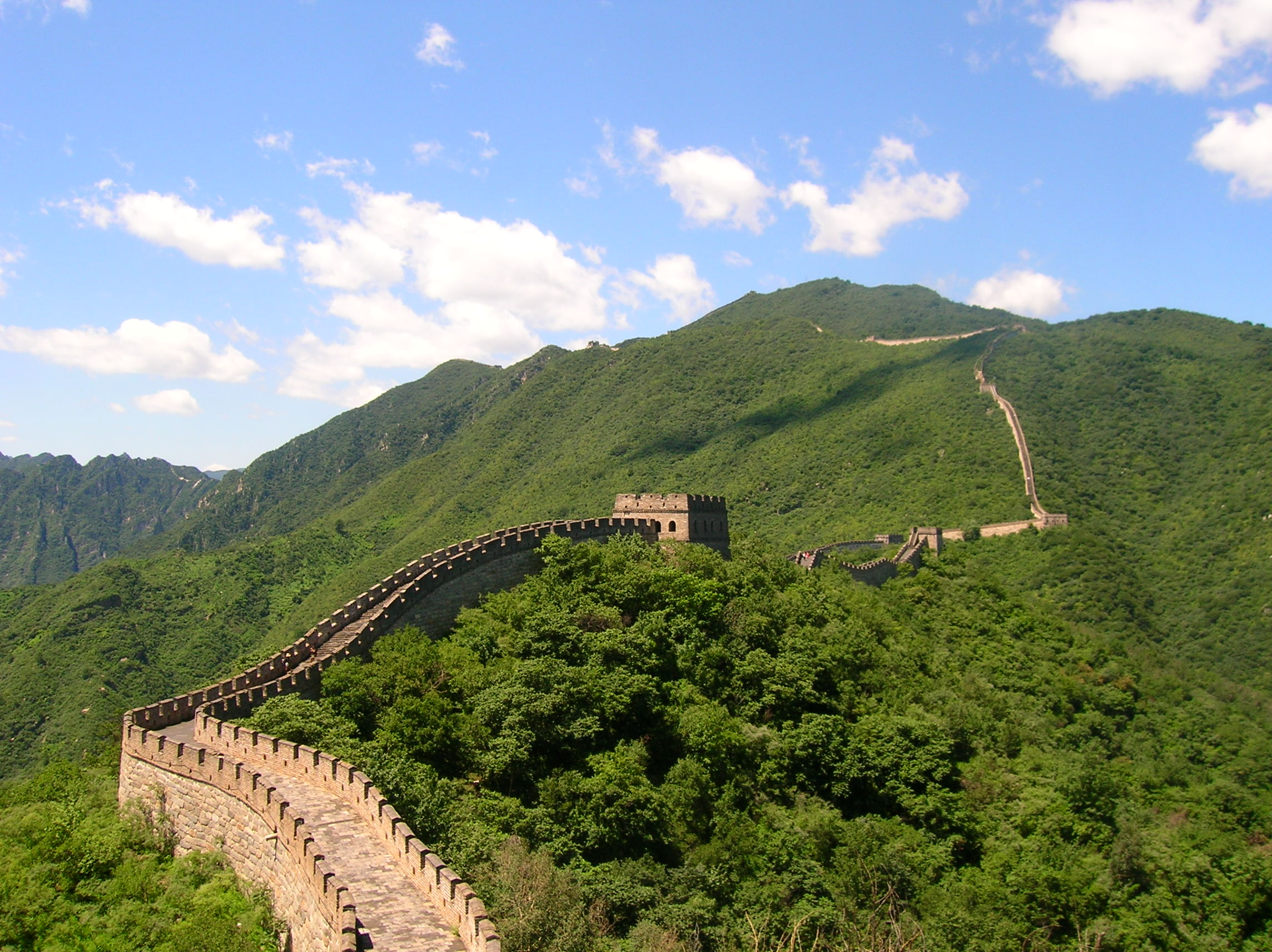
Velká čínská zeď, největší stavba v dějinách lidstva

Stavba je činnost spočívající v úpravě zemmního povrchu a vytváření účelového konstrukčního díla a také výsledek této činnosti, tedy stavěný nebo vystavěný objekt nebo jeho provedení a uspořádání. Tyto výrazy se používají nejen pro nemovité věci, ale někdy i pro přenosné předměty (stavba radiopřijímače), organismy (stavba lidského těla) nebo i abstrakční skutečnosti (větná stavba, logická stavba úvah). V kontextu práva se pojmem rozumí zejména nemovité stavby pevně spojené se zemí. 

## Právní vymezení pojmu v České republice
Různé zákony používají různá vymezení pojmu „stavba“. 

### Občanskoprávní vymezení stavby

#### Starý občanský zákoník
Starý občanský zákoník z roku 1964 používal slovo „stavba“ v definici pojmu nemovitosti, do nějž spadaly „pozemky a stavby spojené se zemí pevným základem“ (§ 118). Podle § 120 součástí věci je vše, co k ní podle její povahy náleží a nemůže být odděleno, aniž by se tím věc znehodnotila, avšak podle druhého odstavce stavba není součástí pozemku. Definiční znak stavby „spojení se zemí pevným základem“ se v judikatuře ukázal jako problematický například ve vztahu ke zhutněným sypkým materiálům: makadamový povrch pozemních komunikací či povrch tenisových dvorců a dokonce ani litý asfalt (živičný povrch) například ve své době Nejvyšší správní soud jako stavby neuznal s tím, že jde pouze o povrchové úpravy pozemku, v roce 2006 však došlo v judikatuře k částečnému obratu, jehož dosah však kvůli neúplnému zdůvodnění nebylo možné dovozovat. Ústavní soud pevný základ vymezil jako spojení, které je schopno odolat účinkům přírodních vlivů lokality na věc a účinkům vlastního působení věci.
Jeden z klíčových judikátů Nejvyššího soudu, který se týkal vymezení pojmu „stavba“ z hlediska občanského práva v době, kdy podle starého občanského zákoníku stavby obecně nebyly součástmi pozamků, konstatoval, že za stavbu v občanskoprávním smyslu lze považovat výsledek stavební činnosti, pokud je věcí v právním smyslu slova (způsobilým předmětem občanskoprávních vztahů), nikoliv pouhou součástí jiné věci. Parkoviště složené ze tří vrstev stavebního materiálu však považoval judikát Nejvyššího soudu z roku 1997 za pouhé zpracování povrchu pozemku, tj. za jeho součást, nikoliv za samostatnou stavbu a tedy i věc z hlediska občanského práva, již by bylo možné samostatně převádět, přičemž v argumentaci odkázal i na katastrální vyhlášku, která označuje pozemní komunikace jako způsob využití pozemku, nikoliv jako typ stavby. Argument, že je-li něco druhem, respektive způsobem využití pozemku, nemůže to být samostatnou stavbou, byl však později (zejména přelomovým judikátem z roku 2006) překonán. Od argumentace katastrální vyhláškou soud přešel k argumentaci zákonem o pozemních komunikacích, který v § 17 (který se netýká účelových komunikací) rozlišuje vlastnictví pozemku pod komunikací od vlastnictví komunikace samotné.
Nejvyšší soud ČR opakovaně zdůraznil, že je nutno brát v úvahu rozdíl mezi stavbou v občanskoprávním smyslu (jako tehdy ještě samostatnou nemovitou věcí spojenou se zemí pevným základem) a stavbou jako pojmem stavebního práva (související s potřebností stavebního povolení nebo ohlášení). Konkrétně o komunikaci pokryté živičným povrchem v roce 2002 rozhodl, že není stavbou (věcí) ve smyslu občanského práva, ale je stavbou ve smyslu veřejného práva (stavebního zákona).

#### Nový občanský zákoník
Nový občanský zákoník 89/2012 Sb. přinesl zcela zásadní obrat v pojetí staveb. Zatímco podle starého občanského zákoníku bylo takřka definičním znakem staveb (odlišujícím je od úpravy povrchu), že jde o samostatné věci, nový občanský zákoník naopak stavby prohlásil za součást pozemků, a institut vlastnictví stavby zčásti nahradil institutem práva stavby, který je však ze zákona vždy dočasný, čili každá stavba nakonec právně musí plynout s pozemkem, s výjimkou vybraných typů staveb (např. liniových). 
Nový občanský zákoník pojem stavby zmiňuje v dílu o součástech a příslušenstvích věci. Podle této úpravy dle § 506 stavby zřízené na pozemku a jiná zařízení s výjimkou staveb dočasných, včetně toho, co je zapuštěno v pozemku nebo upevněno ve zdech, jsou součástí pozemku. Tentýž odstavec zavádí slovo „stavba“ jako legislativní zkratku pro „stavby zřízené na pozemku a jiná zařízení“. Liniové stavby, zejména vodovody, kanalizace nebo energetická či jiná vedení, a jiné předměty, které ze své povahy pravidelně zasahují více pozemků, podle § 509 nejsou součástí pozemku, přičemž se má za to, že součástí liniových staveb jsou i stavby a technická zařízení, která s nimi provozně souvisí. Podle § 498 jsou nemovitostmi (tedy samostatnými věcmi) i podzemní stavby se samostatným účelovým určením. Není-li podzemní stavba nemovitou věcí, je podle § 506 součástí pozemku, i když zasahuje pod jiný pozemek. 
§ 1083–1087 nového občanského zákoníku řeší použití cizí věci pro stavbu, stavbu zřízenou na cizím pozemku či přestavky (přesahy staveb na cizí pozemek), Pojem „stavba“ používá nový občanský zákoník také například v ustanoveních o omezení vlastnického práva, například pokud by stavba měla nepříznivý vliv na sousední pozemek nebo pokud při údržbě, stavbě nebo bourání stavby je nutné užít sousední pozemek. Staveb se týkají i pozemkové služebnosti dle § 1267 a násl.: služebnost inženýrské sítě, nárok na příspěvek za oporu cizí stavby, služebnost okapu, právo na svod dešťové vody, právo na vodu, služebnost rozlivu, služebnost stezky, průhonu a cesty aj. 
V § 1240 a násl. se používá termín „právo stavby“ pro věcné právo jiné osoby (stavebníka) mít na povrchu nebo pod povrchem pozemku stavbu. Právo stavby je věc nemovitá a může být zřízeno jen dočasně. Stavebník má předkupní právo k pozemku a vlastník pozemku má předkupní právo k právu stavby, pokud si neujednají něco jiného. Není-li nic jiného ujednáno, dá vlastník stavebního pozemku stavebníkovi při zániku práva stavby uplynutím doby, na kterou bylo zřízeno, za stavbu náhradu, na kterou pak přecházejí i zástavní a jiná práva. 
V § 1004 a 1005 používá nový občanský zákoník slovo „stavba“ pro stavební činnost („provádění stavby“), v § 1163 a 1170 a dalších se však používá pojem „výstavba“ („vznikne jednotka výstavbou“). § 2623 a násl. nového občanského zákoníku se zabývá stavbou jako předmětem díla (zhotovení, oprava nebo úprava stavby), zabývá se například vadami a převzetím stavby. 
§ 3054 a násl. nového občanského zákoníku řeší věcná práva k pozemkům a stavbám, včetně přechodných ustanovení týkajících se toho, že se stavby staly součástmi pozemku.

### Katastrální zákon
Zákon o katastru nemovitostí (katastrální zákon) 256/2013 Sb. pojem stavby sám o sobě nedefinuje, zavádí však některé pojmy související a odvozené, například pojem drobná stavba a pojem budova. V katastru se však ze staveb evidují pouze některé budovy, proto se terminologie tímto zákonem zaváděná a používaná jiných typů staveb než budov prakticky netýká a není jím přizpůsobena. Kromě toho se v katastru eviduje právo stavby, které se může týkat všech typů staveb. 

### Stavební zákon
Podle českého stavebního zákona se stavbou se rozumějí veškerá stavební díla, která vznikají stavební nebo montážní technologií, bez zřetele na jejich stavebně technické provedení, použité stavební výrobky, materiály a konstrukce, na účel využití a dobu trvání. Za stavbu se považuje také výrobek plnící funkci stavby. Pokud se ve stavebním zákoně používá pojmu stavba, rozumí se tím podle okolností i její část nebo změna dokončené stavby. Jako stavba se označuje také stavební dílo v době provádění.
Stavební zákon vymezuje též pojmy dočasná stavba (stavba, u které stavební úřad předem omezí dobu jejího trvání) a stavba pro reklamu (stavba, která slouží reklamním účelům).
Změnou dokončené stavby je
- nástavba, kterou se stavba zvyšuje,
- přístavba, kterou se stavba půdorysně rozšiřuje a která je vzájemně provozně propojena s dosavadní stavbou,
- stavební úprava, při které se zachovává vnější půdorysné i výškové ohraničení stavby; za stavební úpravu se považuje též zateplení pláště stavby.[9]

Stavbu může provádět stavebník stavějící svépomocí nebo stavební podnikatel.

## Typy staveb
Podle druhu lze stavby rozdělit na[zdroj?]
- dopravní a komunikační – např. most, silnice
- hydromeliorační
- hydrotechnické
- námořní – dok, maják
- občanské – kulturní dům, radnice, tělocvična
- obranné – pevnost
- obytné – dům, bytový dům
- podzemní – tunel, metro
- průmyslové – továrna
- sakrální – kostel
- zdravotně inženýrské
- zemědělské – silo
- a další – např. sloup elektrického vedení, vysílač

viz též: typologie staveb
Někdy se zaměňují slova stavba a budova. Budova je v českém katastrálním zákonu definována jako nadzemní stavba, která je prostorově soustředěna a navenek uzavřena obvodovými stěnami a střešní konstrukcí. Stavby, které jsou určené pro bydlení nebo pro pobyt lidí, jsou zpravidla budovami, nejsou-li podzemní. Jako obyvatelné se označuje takové podlaží, které je celé uzavřeno obvodovou stěnou a je dost vysoké na to, aby se v něm mohl pohybovat stojící člověk. Vysoké budovy, které nemají všechna podlaží obyvatelná, se nazývají věže.[zdroj⁠?!] Rozhledna je volně stojící jednoduchá věž.
Stožáry jsou věžovité stavby, které jsou pro lepší stabilitu ukotveny k zemi pomocí lan. 

## Drobná stavba
Drobnou stavbou je dle českých zákonů stavba s jedním nadzemním podlažím, pokud její zastavěná plocha nepřesahuje 40 m2 a výška 5 m,  podsklepená nejvýše do hloubky 3 m, která plní doplňkovou funkci ke stavbě hlavní, a stavba na pozemcích určených k plnění funkcí lesa, sloužící k zajišťování provozu lesních školek nebo k provozování myslivosti, pokud její zastavěná plocha nepřesahuje 30 m2 a výška 5 m; za drobnou stavbu se nepovažuje stavba garáže, skladu hořlavin a výbušnin, stavba pro civilní ochranu, požární ochranu, stavba uranového průmyslu a jaderného zařízení, sklad a skládka nebezpečných odpadů a stavba vodního díla.

## Stavby podle trvalosti
Některé stavby jsou určené jen pro dočasné užití. Např. vybavení výstaviště, nebo koncertní pódium ve volné přírodě, cirkusový nebo pivní stan, mobilní stavební buňka.
Dočasnou stavbou je stavba, u které stavební úřad předem omezil dobu jejího trvání.

## Stavby podle použitého materiálu
Podle použitého materiálu lze stavby rozdělit na
- dřevěné
- kamenné
- zděné
- betonové
- zemní konstrukce
- ocelové